# Bob Christie
 Bob Christie  és un pilot estatunidenc de curses automobilístiques nascut el 4 d'abril del 1924 a Grants Pass, Oregon.
Bob Christie va córrer a la Champ Car a les temporades 1956-1963 incloent-hi la cursa de les 500 milles d'Indianapolis d'aquests anys.

## Resultats a la Indy 500
| Any    | Cotxe  | Sortida | Vel. mitja | Ranking | Final  | Voltes | V. líder | Retirat    |
| ------ | ------ | ------- | ---------- | ------- | ------ | ------ | -------- | ---------- |
| 1956   | 57     | 25      | 142.236    | 20      | 13     | 196    | 0        | a 4 voltes |
| 1957   | 95     | 33      | 139.779    | 32      | 13     | 197    | 0        | a 3 voltes |
| 1958   | 65     | 17      | 142.253    | 33      | 14     | 189    | 0        | Virolla    |
| 1959   | 65     | 24      | 143.244    | 13      | 25     | 109    | 0        | Trencament |
| 1960   | 38     | 14      | 143.638    | 19      | 10     | 200    | 0        | Va acabar  |
| 1961   | 32     | 16      | 144.782    | 24      | 17     | 132    | 0        | Pistó      |
| 1962   | 29     | 31      | 146.341    | 29      | 30     | 17     | 0        | Accident   |
| 1963   | 52     | 18      | 149.123    | 16      | 19     | 126    | 0        | Accident   |
| Totals | Totals | Totals  | Totals     | Totals  | Totals | 1166   | 0        |            |

| Curses       | 8 |
| Poles        | 0 |
| Voltes líder | 0 |
| Victòries    | 0 |
| Top 5        | 0 |
| Top 10       | 1 |
| Retirades    | 5 |

## A la F1
El Gran Premi d'Indianapolis 500 va formar part del calendari del campionat del món de la Fórmula 1 entre les temporades 1950 a la 1960.
Els pilots que competien a la Indy durant aquests anys també eren comptabilitzats pel campionat de la F1.
Bob Christie va participar en 5 curses de F1, debutant al Gran Premi d'Indianapolis 500 del 1956.

### Palmarès a la F1
- Participacions: 5
- Poles: 0
- Voltes Ràpides: 0
- Victòries: 0
- Podiums: 0
- Punts vàlids per la F1: 0